# Pasożyt wewnątrzkomórkowy
Pasożyty wewnątrzkomórkowe są to pasożytnicze mikroorganizmy i wirusy posiadające zdolność do wzrostu i reprodukcji (bądź namnażania) w komórkach żywiciela.

## Fakultatywne pasożyty wewnątrzkomórkowe
Fakultatywne (względne) pasożyty wewnątrzkomórkowe są zdolne do przeżycia i reprodukcji również poza komórkami żywiciela.
Przykładowe bakterie - Neisseria meningitidis, Francisella tularensis i Listeria monocytogenes. Również bakterie z rodzaju Brucella, Legionella, Mycobacterium, oraz Yersinia.
Przykładem grzybów jest Histoplasma capsulatum.

## Obligatoryjne pasożyty wewnątrzkomórkowe
Obligatoryjne (bezwzględne) pasożyty wewnątrzkomórkowe nie mają zdolności do reprodukcji poza komórkami żywiciela, co związane jest z obecnością niezbędnych do tego procesu składników wewnątrz komórki.
Przykłady obligatoryjnych pasożytów wewnątrzkomórkowych:
- Wirusy
- Niektóre bakterie, w tym:
  - Chlamydie[3]
  - Riketsje
  - Coxiella
  - Niektóre gatunki Mycobacterium np. Mycobacterium leprae
- niektóre pierwotniaki, włączając:
  - Zarodziec
  - wiciowce z rodzaju Leishmania wywołujące leiszmaniozy
  - Toxoplasma gondii
  - Trypanosoma cruzi
  - Cryptosporidium parvum

Możliwe, iż mitochondria w komórkach eukariotycznych pierwotnie również były pasożytami wewnątrzkomórkowymi, jednak ich aktywność przekształciła się w związek mutualistyczny (teoria endosymbiozy).
Badania nad obligatoryjnymi patogenami wewnątrzkomórkowymi są trudne ze względu na fakt, iż niemożliwe jest ich reprodukcja poza komórkami żywiciela. Jednakże, w 2009 roku naukowcy donieśli o technice pozwalającej na wzrost pałeczek Coxiella burnetti (czynnik etiologiczny gorączki Q) bez obecności komórek żywiciela, co ma również pomóc w badaniach nad innymi patogenami wewnątrzkomórkowymi.